# Polen op de Olympische Spelen
Polen is een van de landen die deelneemt aan de Olympische Spelen. Nadat het land in 1918 weer op de Europese kaart verscheen, debuteerde het land in 1924 zowel op de Winterspelen als de Zomerspelen
Na het debuut ontbrak Polen alleen op de Zomerspelen van 1984 als gevolg van de zogenoemde "Sovjet-boycot". In 2022 nam Polen voor 24e keer deel aan de Winterspelen, in 2024 voor de 23e keer aan de Zomerspelen. Het is een van de 44 landen die zowel op de Zomer- als de Winterspelen een medaille haalde, 329 (78-101-150) in totaal.

## Medailles en deelnames
De tabel geeft een overzicht van de jaren waarin werd deelgenomen, het aantal gewonnen medailles en de eventuele plaats in het medailleklassement.
| Zomerspelen | Zomerspelen | Zomerspelen | Zomerspelen | Zomerspelen | Zomerspelen |        | Winterspelen | Winterspelen | Winterspelen | Winterspelen | Winterspelen | Winterspelen |
| Jaar        | Goud        | Zilver      | Brons       | Totaal      | Rang        | Jaar   | Goud         | Zilver       | Brons        | Totaal       | Rang         |              |
| 1924        | 0           | 1           | 1           | 2           | 22          | 1924   | 0            | 0            | 0            | 0            | -            |              |
| 1928        | 1           | 1           | 3           | 5           | 21          | 1928   | 0            | 0            | 0            | 0            | -            |              |
| 1932        | 2           | 1           | 4           | 7           | 14          | 1932   | 0            | 0            | 0            | 0            | -            |              |
| 1936        | 0           | 3           | 3           | 6           | 22          | 1936   | 0            | 0            | 0            | 0            | -            |              |
| 1948        | 0           | 0           | 1           | 1           | 34          | 1948   | 0            | 0            | 0            | 0            | -            |              |
| 1952        | 1           | 2           | 1           | 4           | 20          | 1952   | 0            | 0            | 0            | 0            | -            |              |
| 1956        | 1           | 4           | 4           | 9           | 17          | 1956   | 0            | 0            | 1            | 1            | 12           |              |
| 1960        | 4           | 6           | 11          | 21          | 9           | 1960   | 0            | 1            | 1            | 2            | 11           |              |
| 1964        | 7           | 6           | 10          | 23          | 7           | 1964   | 0            | 0            | 0            | 0            | -            |              |
| 1968        | 5           | 2           | 11          | 18          | 11          | 1968   | 0            | 0            | 0            | 0            | -            |              |
| 1972        | 7           | 5           | 9           | 21          | 7           | 1972   | 1            | 0            | 0            | 1            | 13           |              |
| 1976        | 7           | 6           | 13          | 26          | 6           | 1976   | 0            | 0            | 0            | 0            | -            |              |
| 1980        | 3           | 14          | 15          | 32          | 10          | 1980   | 0            | 0            | 0            | 0            | -            |              |
| 1984        | -           | -           | -           | -           | -           | 1984   | 0            | 0            | 0            | 0            | -            |              |
| 1988        | 2           | 5           | 9           | 16          | 20          | 1988   | 0            | 0            | 0            | 0            | -            |              |
| 1992        | 3           | 6           | 10          | 19          | 19          | 1992   | 0            | 0            | 0            | 0            | -            |              |
| 1996        | 7           | 5           | 5           | 17          | 11          | 1994   | 0            | 0            | 0            | 0            | -            |              |
| 2000        | 6           | 5           | 3           | 14          | 14          | 1998   | 0            | 0            | 0            | 0            | -            |              |
| 2004        | 3           | 2           | 5           | 10          | 23          | 2002   | 0            | 1            | 1            | 2            | 21           |              |
| 2008        | 3           | 6           | 1           | 10          | 20          | 2006   | 0            | 1            | 1            | 2            | 20           |              |
| 2012        | 2           | 2           | 6           | 10          | 30          | 2010   | 1            | 3            | 2            | 6            | 15           |              |
| 2016        | 2           | 3           | 6           | 11          | 33          | 2014   | 4            | 1            | 1            | 6            | 11           |              |
| 2020        | 4           | 5           | 5           | 14          | 17          | 2018   | 1            | 0            | 1            | 2            | 20           |              |
| 2024        | 1           | 4           | 5           | 10          | 42          | 2022   | 0            | 0            | 1            | 1            | 27           |              |
| Totaal      | 71          | 94          | 141         | 306         |             | Totaal | 7            | 7            | 9            | 23           |              |              |
| Tot. Z+W    | 78          | 101         | 150         | 329         |             |        |              |              |              |              |              |              |

Afghanistan · Albanië · Algerije · Amerikaans-Samoa · Amerikaanse Maagdeneilanden · Andorra · Angola · Antigua en Barbuda · Argentinië · Armenië · Aruba · Australië · Azerbeidzjan · Bahama's · Bahrein · Bangladesh · Barbados · België · Belize · Benin · Bermuda · Bhutan · Bolivia · Bosnië en Herzegovina · Botswana · Brazilië · Britse Maagdeneilanden · Brunei · Bulgarije · Burkina Faso · Burundi · Cambodja · Canada · Centraal-Afrikaanse Republiek · Chili · China · Chinees Taipei · Colombia · Comoren · Congo-Brazzaville · Congo-Kinshasa · Cookeilanden · Costa Rica · Cuba · Cyprus · Denemarken · Djibouti · Dominica · Dominicaanse Republiek · Duitsland · Ecuador · Egypte · El Salvador · Equatoriaal-Guinea · Eritrea · Estland · Ethiopië · Fiji · Filipijnen · Finland · Frankrijk · Gabon · Gambia · Georgië · Ghana · Grenada · Griekenland · Groot-Brittannië · Guam · Guatemala · Guinee · Guinee-Bissau · Guyana · Haïti · Honduras · Hongarije · Hongkong · Ierland · IJsland · India · Indonesië · Irak · Iran · Israël · Italië · Ivoorkust · Jamaica · Japan · Jemen · Jordanië · Kaaimaneilanden · Kaapverdië · Kameroen · Kazachstan · Kenia · Kirgizië · Kiribati · Koeweit · Kosovo · Kroatië · Laos · Lesotho · Letland · Libanon · Liberia · Libië · Liechtenstein · Litouwen · Luxemburg · Madagaskar · Malawi · Malediven · Maleisië · Mali · Malta · Marokko · Marshalleilanden · Mauritanië · Mauritius · Mexico · Micronesië · Moldavië · Monaco · Mongolië · Montenegro · Mozambique · Myanmar · Namibië · Nauru · Nederland · Nepal · Nicaragua · Nieuw-Zeeland · Niger · Nigeria · Noord-Korea · Noord-Macedonië · Noorwegen · Oeganda · Oekraïne · Oezbekistan · Oman · Oost-Timor · Oostenrijk · Pakistan · Palau · Palestina · Panama · Papoea-Nieuw-Guinea · Paraguay · Peru · Polen · Portugal · Puerto Rico · Qatar · Roemenië · Rusland · Rwanda · Saint Kitts en Nevis · Saint Lucia · Saint Vincent en de Grenadines · Salomonseilanden · Samoa · San Marino · Saoedi-Arabië · Sao Tomé en Principe · Senegal · Servië · Seychellen · Sierra Leone · Singapore · Slovenië · Slowakije · Somalië · Spanje · Sri Lanka · Soedan · Suriname · Swaziland · Syrië · Tadzjikistan · Tanzania · Thailand · Togo · Tonga · Trinidad en Tobago · Tsjaad · Tsjechië · Tunesië · Turkije · Turkmenistan · Tuvalu · Uruguay · Vanuatu · Venezuela · Verenigde Arabische Emiraten · Verenigde Staten · Vietnam · Wit-Rusland · Zambia · Zimbabwe · Zuid-Afrika · Zuid-Korea · Zuid-Soedan · Zweden · Zwitserland
Historische landen: Bohemen · Bondsrepubliek Duitsland · Brits-Indië · Duitse Democratische Republiek · Joegoslavië · Malaya · Nederlandse Antillen · Noord-Borneo · Noord-Jemen · Saarland · Servië en Montenegro · Sovjet-Unie · Tsjecho-Slowakije · West-Indische Federatie · Zuid-Jemen
Bijzondere deelnames: Onafhankelijke olympische atleten · Vluchtelingenteam 
 Australazië · Duits Eenheidsteam · Gemengd team · Gezamenlijk Team